# Балтабаев, Артык
Артык Балтабаев — советский узбекистанский хозяйственный деятель, Герой Социалистического Труда.

## Биография
Родился в 1908 году в Турткуле. Член КПСС с 1941 года.
В 1930—1948 — механизатор, в 1948—1951 — главный механик, в 1951—1958 — главный инженер, в 1958—1961 — директор 1-й МТС Турткульского района Каракалпакской АССР.
В 1961—1969 — главный инженер колхоза имени Горького Турткульского района Каракалпакской АССР.
Указом Президиума Верховного Совета СССР от 11 января 1957 года присвоено звание Героя Социалистического Труда с вручением ордена Ленина и золотой медали «Серп и Молот».
Умер в 1969 году в Турткульском районе.

## Награды и звания
- Герой Социалистического Труда (11.01.1957)
- Орден Ленина (11.01.1957)